# Strigiphilus rostratus
Strigiphilus rostratus är en insektsart som först beskrevs av Hermann Burmeister 1838.  Strigiphilus rostratus ingår i släktet ugglelöss, och familjen fjäderlöss. Arten är reproducerande i Sverige.